# Колочава
Колоча́ва (укр. Колочава) — село в Хустском районе Закарпатской области Украины. Административный центр Колочавской сельской общины.
Население по переписи 2001 года составляло 5029 человек.

## Местоположение
Колочава расположена между сёлами Негровец, Мерешор и Немецкая Мокрая, во впадине между горными хребтами, на берегу реки Теребля.
Автодорогами сообщается с Синевиром и Драговым.
Грунтовой автодорогой через перевал Прислоп сообщается с сёлами долины Тересвы: Усть-Чорна, Дубовое, Бедевля.

## История

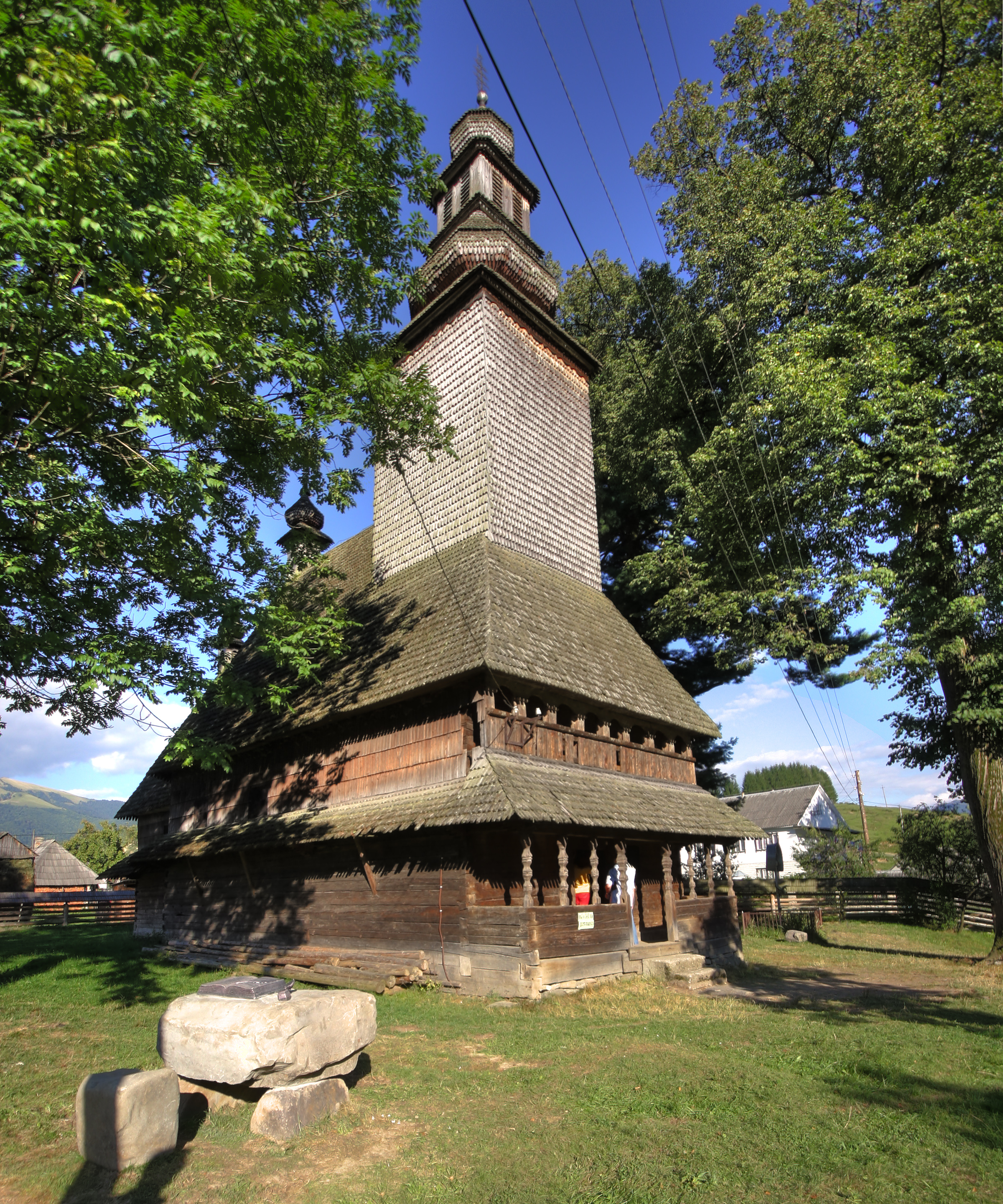
Церковь Святого Духа, 1795 года

Название села происходит от реки Колочавки. Его основали в первой половине XV века. В глубоких впадинах между горами беглецы на некоторое время находили приют и освобождение от крепостного ига. Каждый поселенец строил себе домик с маленькими окнами, глиняным полом, соломенной или деревянной кровлей, без дымохода, с очагом посередине. Вокруг неё позже строили жилья сыновья и родственники; хутора разрастались и превращались в приселки. При этом они сохраняли свои исторически возникшие названия (от реки, от фамилии первого поселенца т.п.). Центром Колочавы стал хутор Лаз.
Территория вдоль Теребли в эпоху средневековья часто переходила от одного феодала к другому. Уже с 1365 года в долине Теребли 6 осад принадлежали феодалам румынского происхождения Балку и Драгу и потомкам последнего Драгфиевцам. В первой половине XV века эти земли достались феодалам Билкеям, которые в 1463 году передали их своим родственникам — Урмезеям. Это и есть первое письменное упоминание о Колочаве.
После 1526 году долина Теребли попала в состав Семиградского княжества. Все леса становятся собственностью Герара и включаются в состав Хустской доминии, а население подчиняется Хустском замке.
В XX веке Колочава, входившая в венгерской жупы Марамуреш, несколько раз переходила из рук в руки. После поражения Австро-Венгрии в I мировой войне в селе часто царило безвластие. Известным село стало благодаря легенде о Николае Шугая (Сюгая), которого прославил Иван Ольбрахт. Сюгай дезертировал из армии, и вместе с друзьями организовал отряд повстанцев, который якобы «от богатых брал, бедным давал». Впрочем, крестьяне до сих пор преимущественно убеждены, что Сюгай был обычным разбойником, бандитом и впоследствии — убийцей.

## Колочава и Иван Ольбрахт
Благодаря известному чешскому писателю Ивану Ольбрахту, который долгое время жил среди колочавцев, посёлок вошёл в мировую литературу. О Колочаве и его тружениках, о их горестях и несгибаемом духе рассказал писатель в романе «Никола Шугай-разбойник» и публицистических произведениях. По его сценарию в 1933 году в Колочаве Владислав Ванчура снял фильм «Марийка-неверница», в основу которого положена судьба односельчан Миколы Шугая. Жизни колочавцев и пребыванию в селе Ивана Ольбрахта посвящён роман закарпатского писателя Ивана Долгоша «Колочава» (1982 г.).
В 1983 году в посёлке открыт музей Ивана Ольбрахта.

## Музей под открытым небом «Старое село»

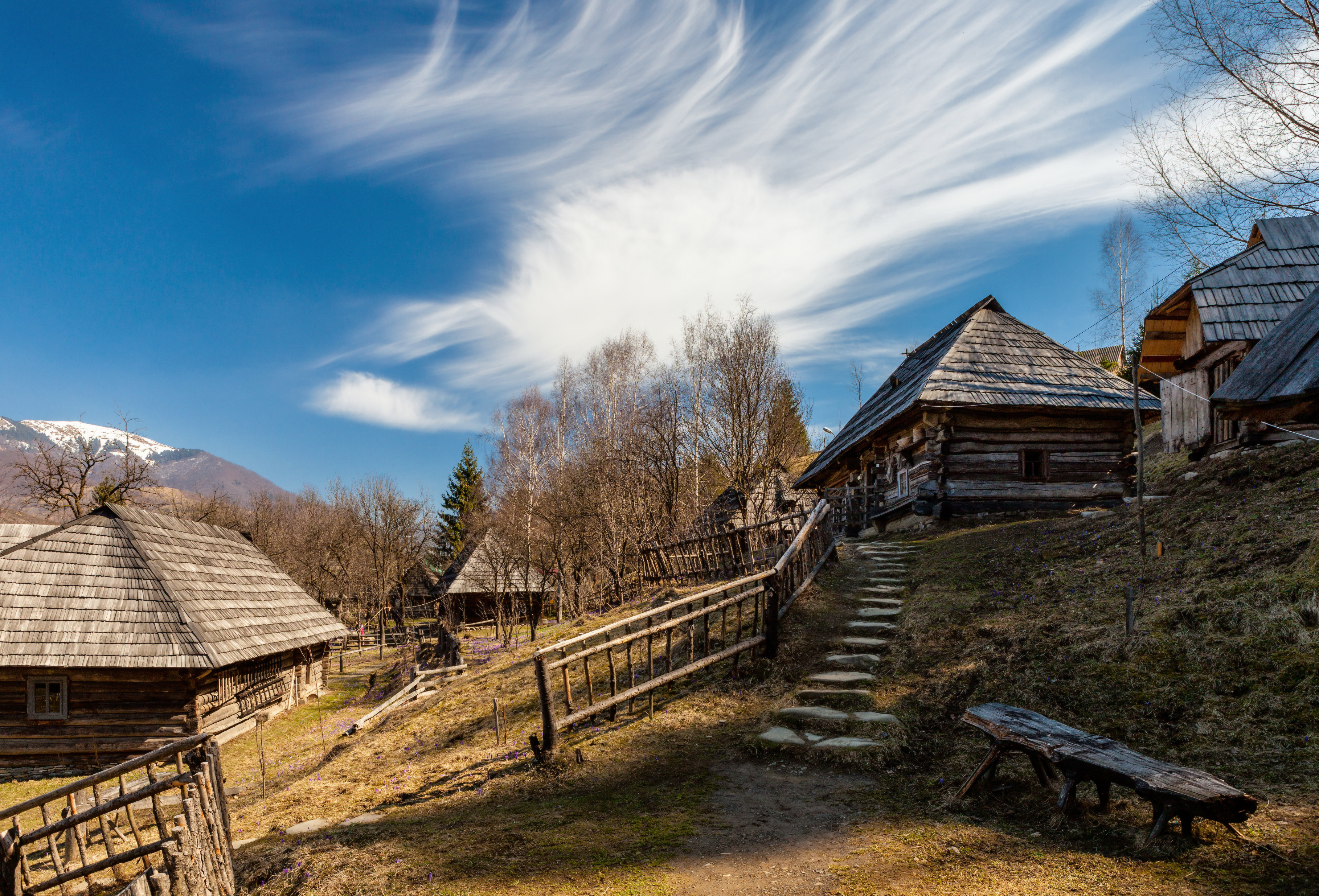
Музей «Старое село»

«Старое село» — первый сельский музей архитектуры и быта в Закарпатье. Расположен он между синими волнами реки Колочавки и вечнозеленым массивом Чертежика. На его территории воссоздано село древней Верховины с колочавских экспонатов, знакомящих с 300-летней историей быта местных жителей. В скансене представлены памятники культуры разных времен и разных слоев населения как по социальному статусу (бедняки, середняки), так и по виду деятельности (пастухи, лесорубы, мельники, швеи).